# Кощана
„Кощана“ е драматургично произведение на сръбския писател Борисав Станкович. Това е една от най-играните и харесвани пиеси в сръбските театри. За първи път е представено третото ѝ действие под заглавие „Звезда, театрална пиеса в четири акта“. Съдържа много теми за сръбския фолклор и патриархалните обичаи от края на XIX век.
Станкович пише това произведение на 24-годишна възраст. За първи път тази драма отпечатана в пълен размер през 1902 в „Сръбски литературен вестник“. След това авторът на няколко пъти я преработва, за да достигне до последната версия, публикувана като отделна книга през 1924. Тази версия служи като източник за всички други по-късно отпечатани. 
Драматичното представление е поставено за първи път на 22 юни 1900 година в Националния театър в Белград. Режисьор е Илия Станоевич, който едновременно изпълнява и ролята на Митко. В ттази постановка на Кощана участва и Зорка Тодосич, а музикалното оформление е прави Франьо Покорони. Първото изпълнение на пиеси не е успешно, видяно е от малко зрители, получава лоша критика и недоволството на Станкович. Във Фонотеката на радио Белград е запазен и аудио запис, в който Илия Станоевич отново изпълнява ролята на Митко.
След това Станкович извършва повече от осемдесет промени в творбата си.
През 1924 година Станкович празнува тридесет години литературно творчество и избира да отбележи това като преиздава „Кощана“. Главната роля на „Кощана“ изиграва актрисата Мила Спасич, а тази на хаджи Тома - Димитрия Гинич. На 7 април 1928 година идва новата премиера на драмата под режисурата на Димитрия Гинич, като Митко е Николай Гошич, а Кощана - София Новакович.
Като най-известна Кощана остава в спомените Усния Реджепова.
Текстът е адаптиран от Петър Коньович за едноименната опера през 1931 година в Загреб.
Заснет е и едноименният филм от 1976 година. година под режисурата на Славолюб Стефанович.

## Образи
Персонажът на главната героиня Кощана е основан на действителна едноименна певица и танцьорка от цигански произход, живяла във Враня през втората половина на XIX и първата половина на XX век.
- Хаджи Тома
- Ката, съпруга Хаджи-Томина;
- Стана, дъщеря Хаджи-Томина;
- Стоян, син Хаджи-Томин;
- Арса, председател на общината;
- Васка, дъщеря на Aрса;
- Коца, нейна другарка;
- Митко, брат на Арса;
- Марк, воденичар при Хаджи Тома;
- Полицията, старшина на стражарите;
- Стражарят;
- Цигански кмет;
- Гръклян, циганин, свирач, баща на Кощана;
- Курта, цигански стражар;
- Кощана, циганка, певица и танцьорка;
- Салче, майка Кощанина.